# Sint-Jozefkerk (Valkenburg)
De Sint-Jozefkerk is een kerkgebouw in Valkenburg-Broekhem in de Nederlands Zuid-Limburgse gemeente Valkenburg aan de Geul. Ze ligt aan de weg van de kern van Valkenburg naar Strabeek, Houthem(-St. Gerlach) en Meerssen. Het gebouw is een rijksmonument en gewijd aan Sint-Jozef.
Schuin tegenover de kerk staat de Mariakapel van Broekhem.

## Geschiedenis
De kerk is in 1930-1931 gebouwd naar een ontwerp van de Maastrichtse architect Alphons Boosten.
Sinds 1997 is het kerkgebouw een rijksmonument.

## Beschrijving

### Exterieur
De kerk is opgetrokken uit Limburgse mergel in een sobere bouwstijl waarin neoromaanse elementen te herkennen zijn. Het gebouw is niet, zoals gebruikelijk in de kerkelijke architectuur, georiënteerd, maar noordoost-zuidwest gepositioneerd. De kerktoren staat in de oksel van de westelijke zijbeuk en het transept. De toren heeft een sterk ingesnoerde naaldspits. Het schip wordt gekenmerkt door een verhoogd middenschip en verlaagde zijbeuken. De zijbeuken zijn echter gereduceerd tot smalle arcades en hebben een plat dak. Het middenschip is juist extra breed, zodat er een goed zicht is op het priesterkoor, dat een rond gesloten apsis heeft.

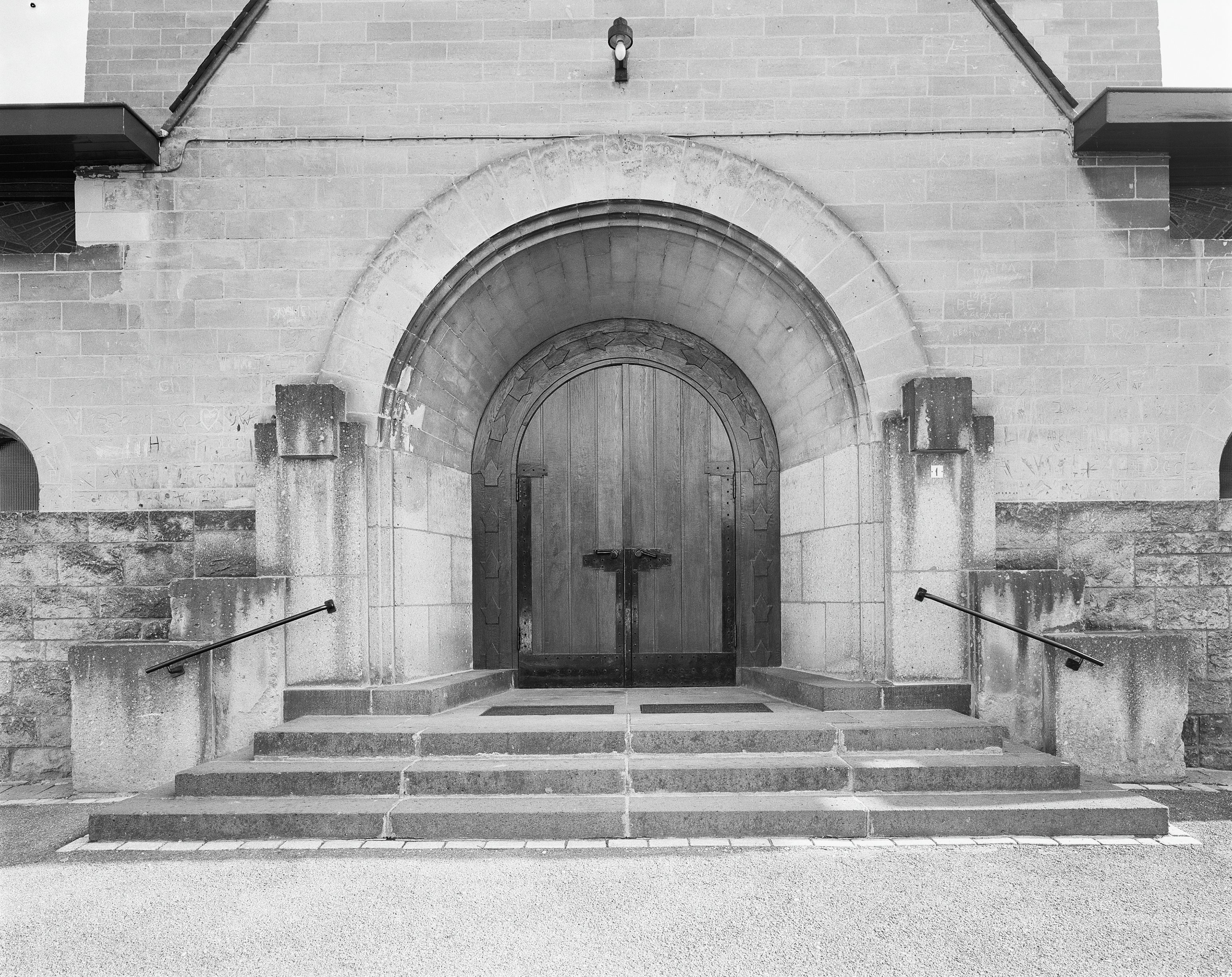
Hoofdingang
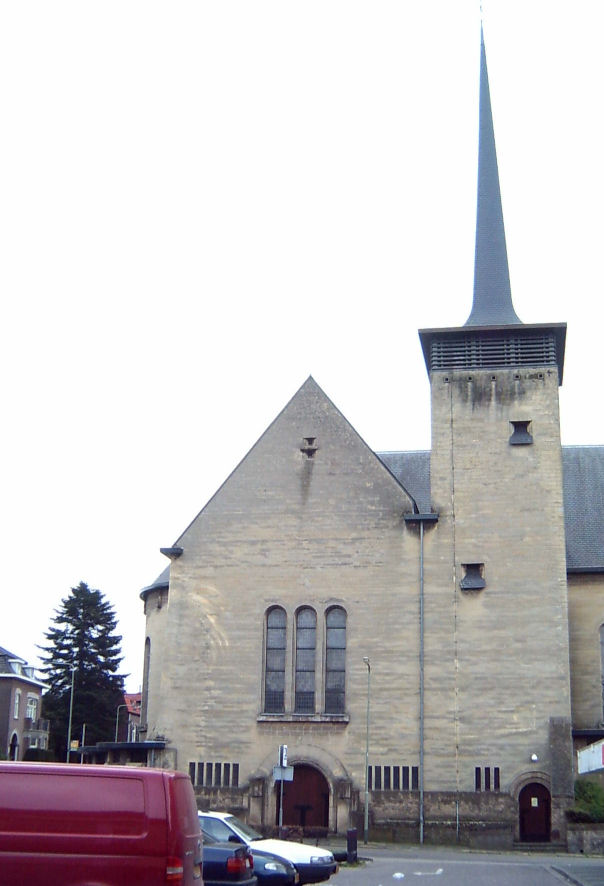
Transept en kerktoren
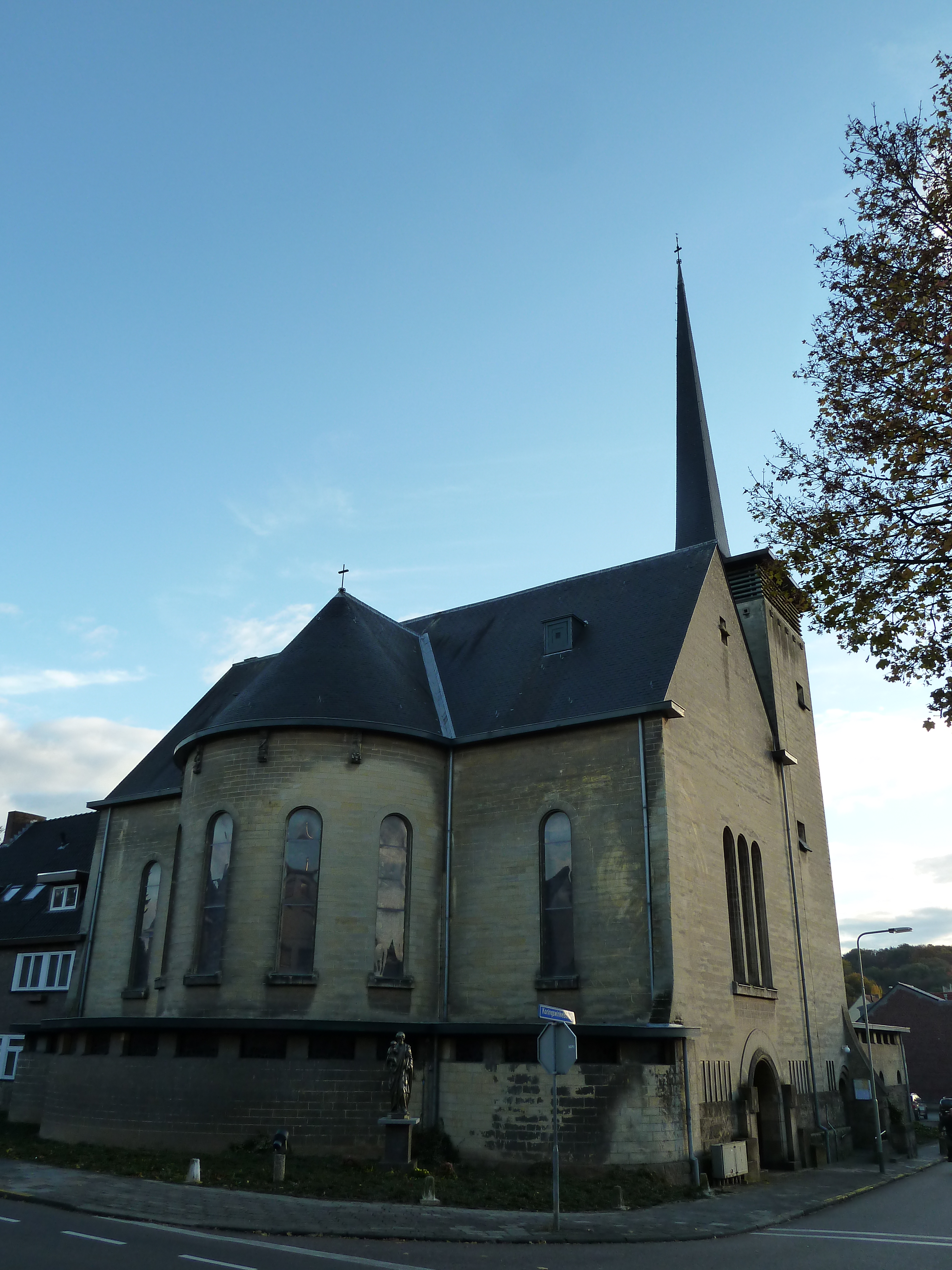
Transept en apsis
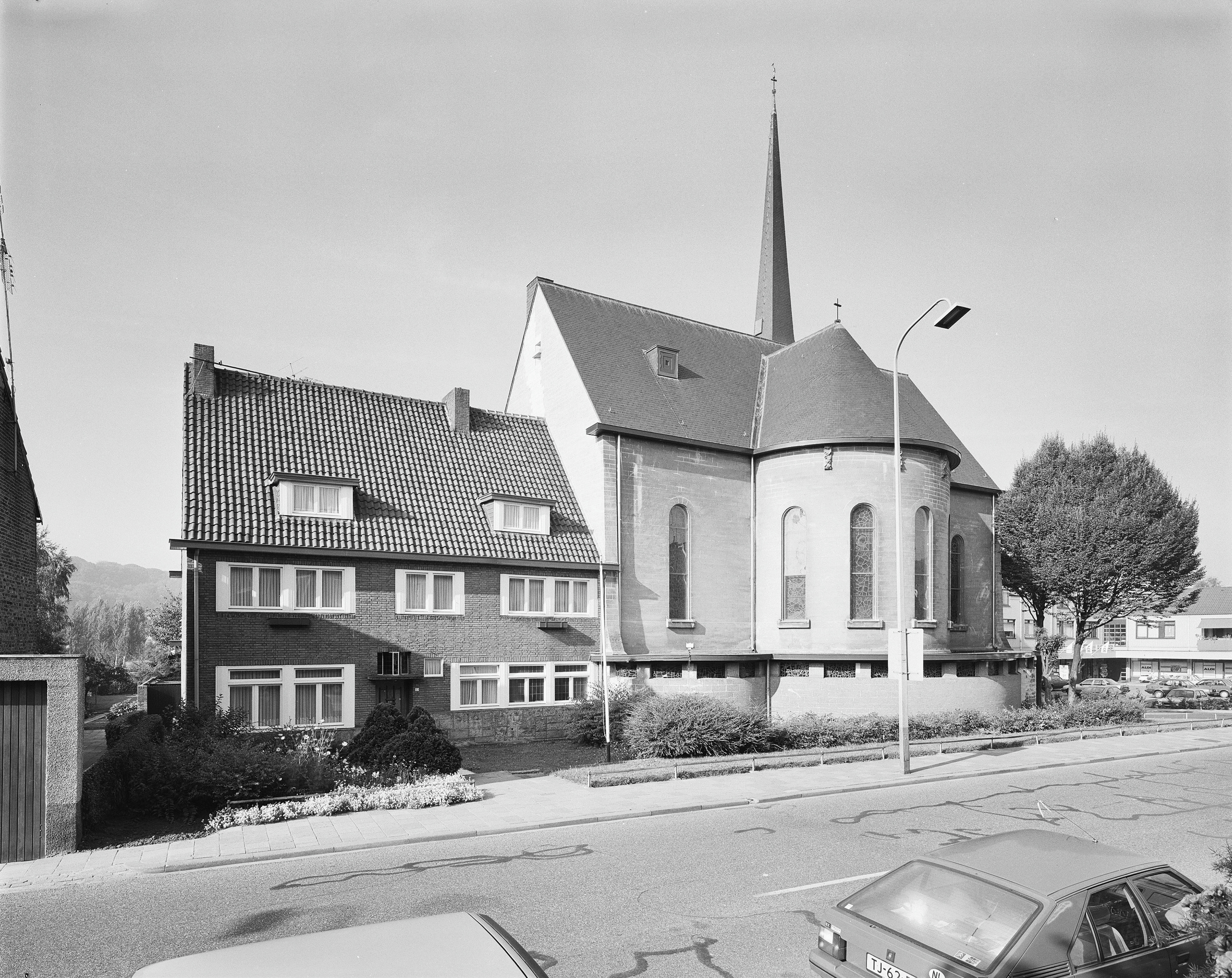
Pastorie en koorpartij

### Interieur
Het interieur is bijzonder onder andere door de gewelfschilderingen van Eugène Laudy (zijn oudst bekende schilderwerk) en de glas-in-loodramen van plaatselijke kunstenaars als Henri Jonas, Charles Eyck en Henri Schoonbrood. De kerk bezit een laatgotische Madonna met kind en enkele 20e-eeuwse beelden van Jean Weerts en Charles Vos. Het tweemanuaals kerkorgel uit 1950 is van Verschueren orgelbouwers uit Heythuysen.

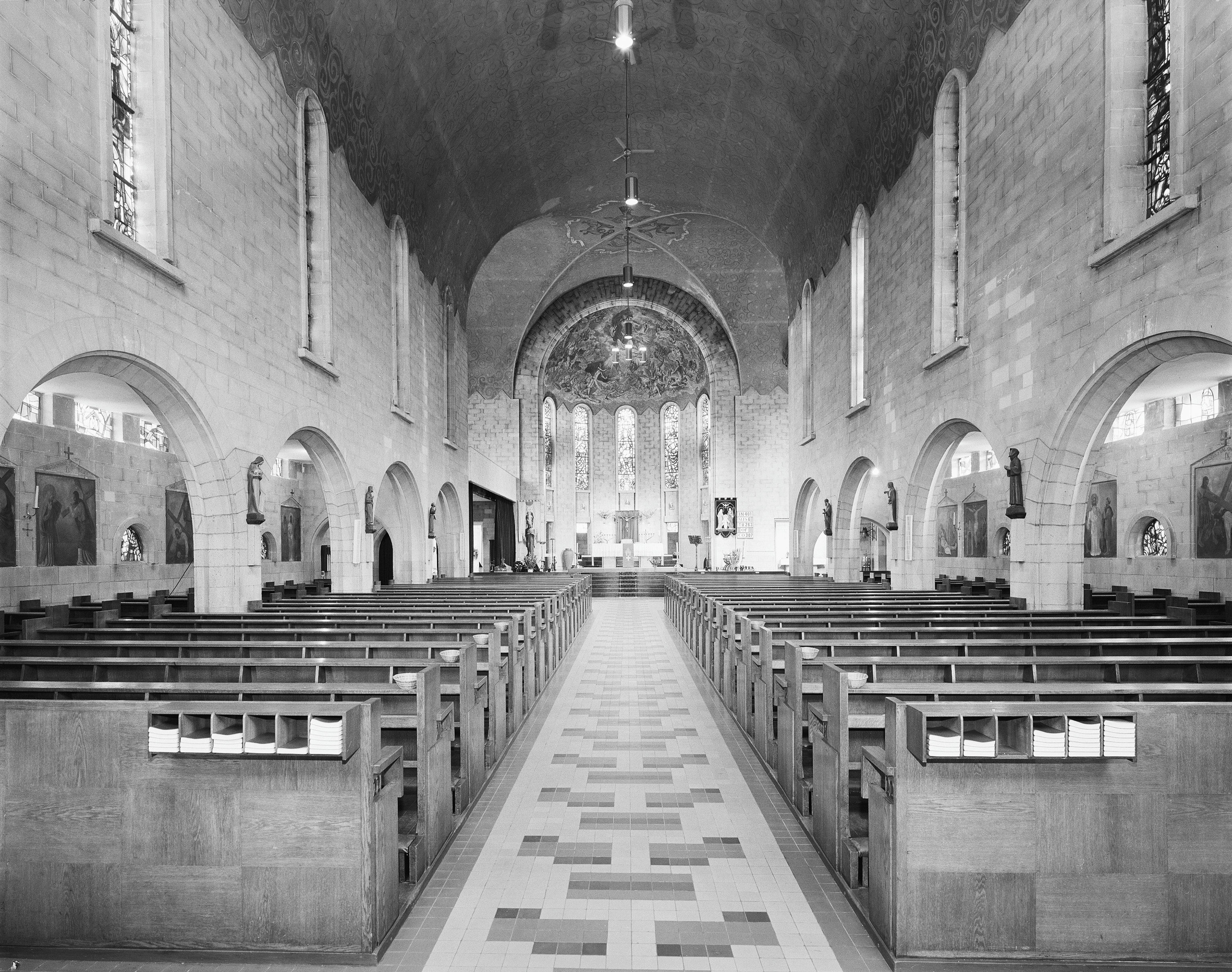
Middenschip met smalle zijbeuken
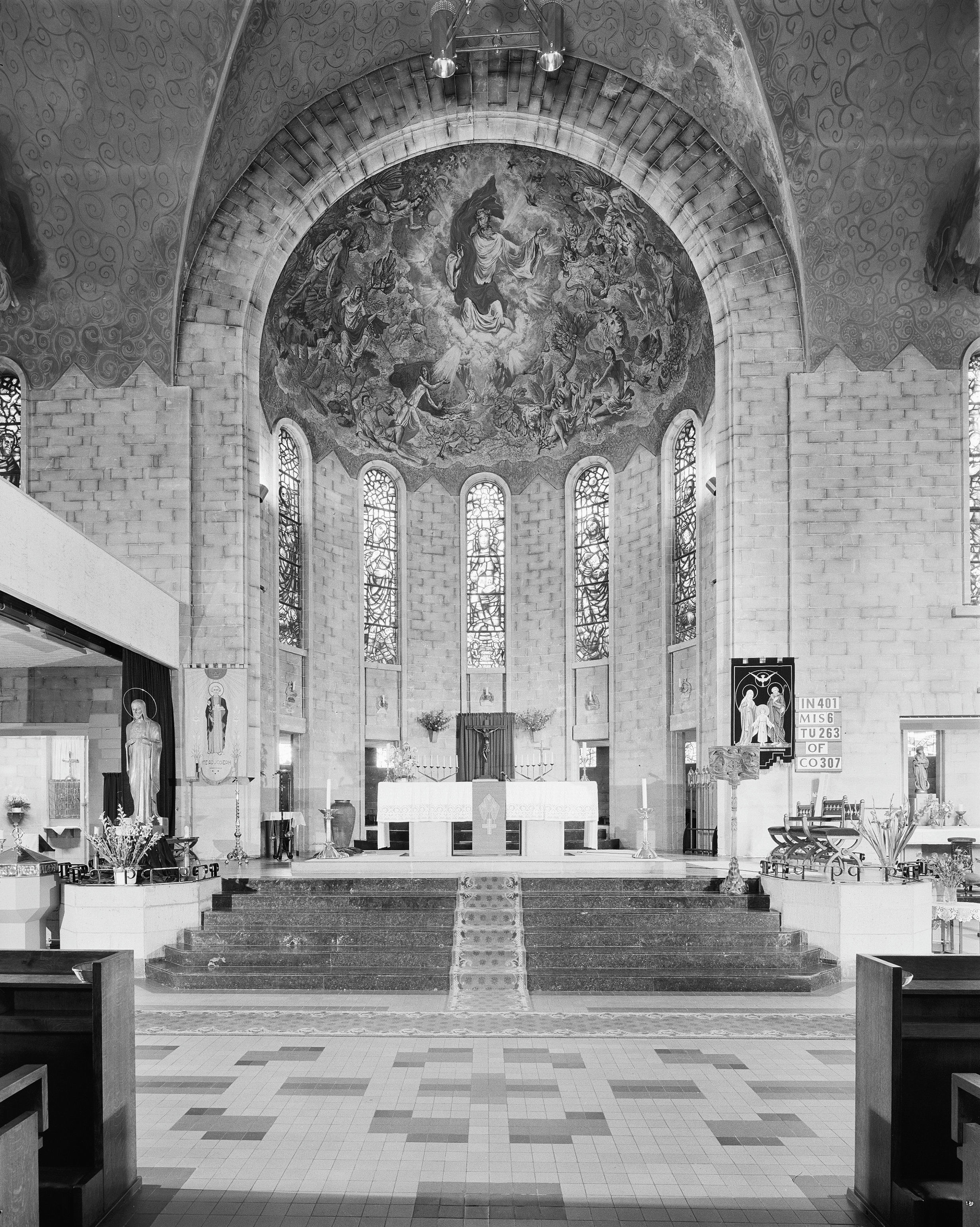
Koor met gewelfschildering (E. Laudy)
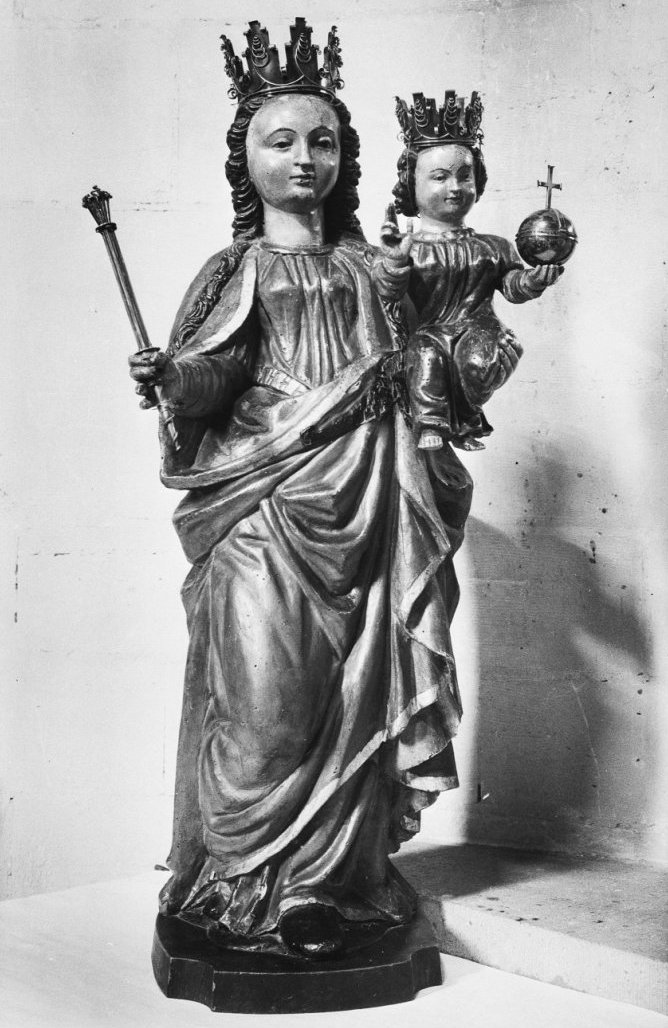
Laatgotische Madonna met kind
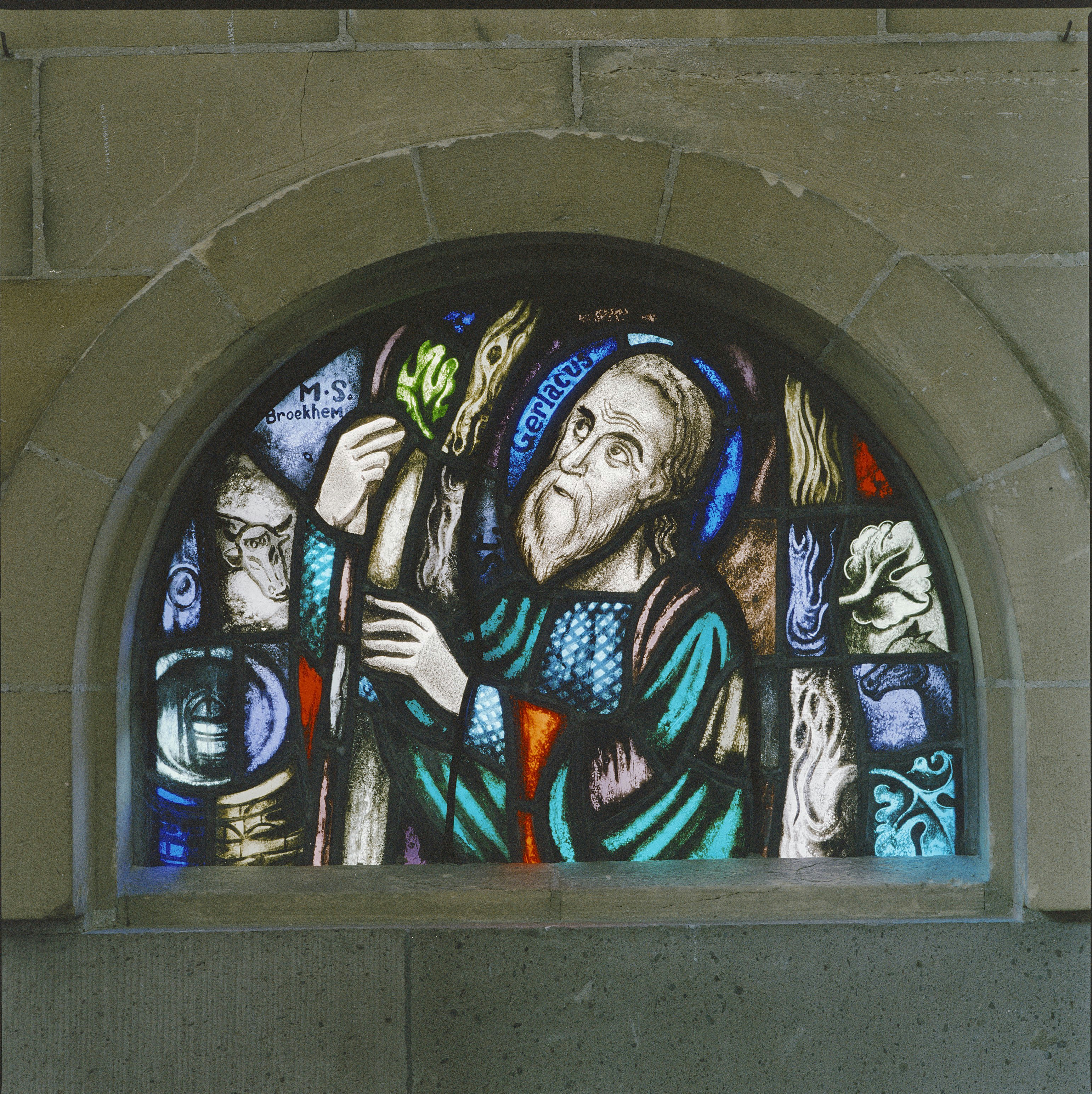
Gerlachusraam (H. Jonas, 1931)